# Versorgungshauskapelle Haag

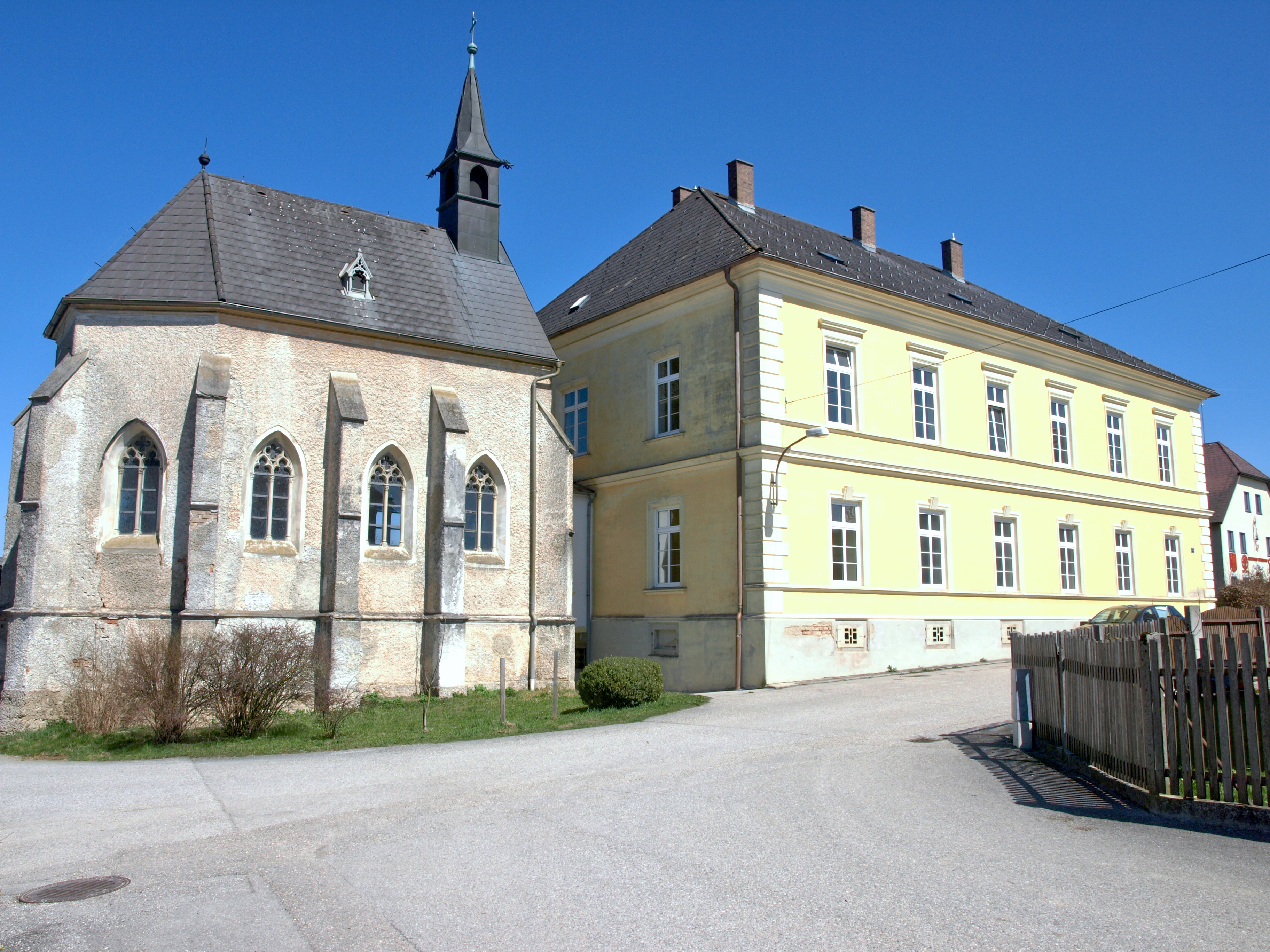
Kapelle und Versorgungshaus in Haag

Die Versorgungshauskapelle steht baulich mit dem ehemaligen Versorgungshaus verbunden in der Stadtgemeinde Haag im Bezirk Amstetten in Niederösterreich. Die Kapelle dient seit 1955 als Filiale der evangelischen Pfarrgemeinde Amstetten/Waidhofen. Die Kapelle und das ehemalige Versorgungshaus stehen unter Denkmalschutz (Listeneintrag).

## Geschichte
Das Versorgungshaus wurde 1898 als Kaiser-Franz-Joseph-Jubiläums-Versorgungs-Anstalt über Empfehlung von Dechant Johann Höllrigl als Stiftung von Pfarrer Johann Georg Hochwallner mit einer Förderung durch die Sparkasse und der Gemeinde Haag unter dem Bürgermeister Josef Aigner erbaut. Die Versorgungshauskapelle wurde 1901/1902 nach den Plänen des Baumeisters Franz Pichlwanger erbaut. Die Kapelle wurde auf das Patrozinium Unsere Liebe Frau Unbefleckte Empfängnis geweiht. Drei Marienschwestern vom Karmel versorgten und pflegten die Pensionäre, 1936/1937 wurden sie in die Kneippanstalt in Aspach abgezogen.

## Architektur
Die Versorgungshauskapelle ist baulich über einen Brückengang mit dem Versorgungshaus verbunden. Der neugotische zweigeschoßige Kirchenbau mit einem Dachreiter zeigt Maßwerkfenster zwischen Strebepfeilern. Das Kapelleninnere unter einem dreijochigen Putzrippengewölbe mit einem Dreiachtelschluss, die Glasmalerei zeigt sich in Maßwerk. Im Untergeschoß befindet sich ein ehemaliger Aufbahrungsraum.
Das Versorgungshaus ist ein zweigeschoßiger Bau mit Ortquaderung unter einem Walmdach. Letzthin wurde das Wohnhaus saniert und der Dach mit Schleppgaupen ausgebaut.